# Heteropterus xiushanensis
Heteropterus xiushanensis är en insektsart som beskrevs av Wang, Yuwen 1992. Heteropterus xiushanensis ingår i släktet Heteropterus och familjen torngräshoppor. Inga underarter finns listade i Catalogue of Life.